# هارون إس. فرينش
هارون إس. فرينش (بالإنجليزية: Aaron S. French)‏ هو فاعل خير أمريكي، ولد في 23 مارس 1823 في وادزورث في الولايات المتحدة، وتوفي في 24 مارس 1902 في بيتسبرغ في الولايات المتحدة.